# Источнокарпатска операција
Источнокарпатска операција или Битка на превоју Дукла (на пољској граници, у близини Свидњика, Словачка) била је офанзивна операција совјетских и чехословачких трупа на североистоку Словачке у јесен 1944. године, са циљем да се заузиме град Прешов на територији Словачке у року од 5 дана и на овај начин помоген борцима Словачког националног устанка започетог на територији Словачке 29. августа 1944. године.
Била је то једна од највећих планинских битака Другог светског рата. Операција је била и део шире Источнокарпатске операције. Од 8. септембра до 28. октобра 1944. године, у операцији је страдало 21.000 совјетских и 1.800 чехословачких бораца, међу којима су били Чеси, Словаци, Русини и друге националности из Подкарпатске Русије и североисточне Словачке, припадника војних јединица обновљене Чехословачке.

## Борбена ситуација у јесен 1944.
У лето 1944. године Црвена армија је ослободила југоисточну и централну Европу. На главном стратешком правцу Варшава-Берлин, након достизања граница Источне Пруске и река Висле и Нарева на пољској територији, белоруска операција се завршила 19. августа 1944. године. Истог дана окончане су борбе у операцији Лвив-Сандомиерз. У исто време, операција Јаско-Чисинау одвијала се на јужном стратешком правцу. Њен успех створио је предуслов за брзо напредовање совјетских трупа из Румуније на североисток Мађарска. Захваљујући овоме, израчунато је да трупе у Карпатски венац могу ући са југа.
Главни војни план који су предвидели војни штаб и организатори Словачког националног устанка претпостављао је да ће две источно-словачке дивизије, држећи око 100 км фронта између немачких трупа на североистоку Словачке, отворити Карпатске пролазе за војску концентрисану у централној Словачкој у сарадњи са партизанима, дивизије за одбрану до доласка совјетске војске. Овај план су одобрили и комунисти и лондонска влада, али нису успели да разговарају о њему са командом совјетских трупа.
До почетка устанка, представници илегалног Словачког националног већа нису успели да постигну конкретне резултате у преговорима са совјетским политичким и војним представницима. То је углавном било због њиховог касног обавештавања совјетске странке. Поред тога, устанак је избио прерано као резултат исхитрене акције партизанских трупа, када ни совјетске ни побуњеничке снаге нису биле темељно припремљене за оружану борбу.
Сигнал за почетак устанка био је улазак немачких окупаторских трупа у Словачку у раним јутарњим часовима 29. августа 1944. године. Пресудни фактор за Карпатску операцију био је тај што су 31. августа немачке трупе почеле да разоружавају јединице у источно-словачкој војсци, уништавајући тако основне предуслове за успех читавог устанка.
Почетком септембра 1944. године лево крило трупа 1. украјинског фронта, које су чиниле 38. армија генерала пуковника К. Москаленка, и десно крило 4. украјинског фронта, које су чиниле 1. гарда генерал-пуковника А. Гречека Војске, налазили су се у подножју Карпата. Отприлике на подручју североисточно од линије Кросно - Санок. Само месец дана раније, ове трупе су прекинуле операцију Лавов-Сандомиерск
После избијања борби у Словачкој у позадини немачке војске, совјетска војска је наредила 1. и 4. украјинском фронту да изведу војну операцију за помоћ СНП-у, пређу Карпате, уђу на територију Чехословачке и придруже се побуњеницима. Да би припремили оно за шта су трупе добиле само 4 дана, још једна грешка је била што се број војника у пешадијским дивизијама 38. армије кретао од 4.500 до 5.000 људи (што није било ни 2/3 њиховог пуног стања). Иако је војска значајно ојачана из резерви команданта 1. украјинског фронта, ове резерве су исцрпљене претходним биткама, изузев 1. МС. Армијског корпуса, који, међутим, није био сасвим на нивоу корпуса.

## Опште информације о сукобљеним странама
| Јединице сила осовине | Група армија Хеинрих (1. немачка тенковска армија и 1. мађарска армија): * 68., 75., 78., 208., 357., 359. и 545. немачка пешадијска дивизија; - 1., 8. и 24. немачки тенковски дивизион; - 101. немачка Јагер дивизија; - 1. немачка скијашка дивизија Јагер и део 544. немачке пешадијске дивизије. Командант групе армија: ген. Готхард Хајнрици |
| Јединице савезника    | 38. армија Црвене армије (52., 67. и 101. пешадијски корпус; 1. гардијски коњички корпус; 25. и 31. тенковски корпус; 4. гардијски тенковски корпус; 1. чехословачки армијски корпус): - 14. и 70. Гардијске пешадијске дивизије; - 127., 305., 304., 140., 183., 241., 211., 359., 340. и 121. пешадијска дивизија; - 111. и 242. тенковска бригада; - 1. чехословачка пешадијска бригада; - 2. чехословачка ваздухопловна бригада; - 3. чехословачка пешадијска бригада - 1. чехословачка тенковска бригада. Командант армије: генерал. Кирил Москаленко |

## Немачка одбрана
Карпати су се испречили на територији коју је совјетске војске ослободиле као најјачи део немачке одбране. Сама совјетска команда испрва није планирала да освоји ове планинске пределе, већ се ослањала на Немце који ће их сами напустити ако совјетске трупе продру у равнице Пољске и западније делове Мађарске.
Североисток Словачке бранила је немачка специјална оперативна група Хајнрици, која се састојала од 1. тенковске армије и 1. краљевске мађарске армије. Обе формације су била смештена у добро изграђеној и дубокој одбрани која се протезала до дубине од 50 км. Одбрана се углавном фокусирала на транзитне долине потока, река и планинских превоја, који су били једини препрека за нове продоре совјетске тешке опреме. Поред тога, мали број комуникација ограничио је могућност брзог маневрисања. Немци су такође ефикасно користили систем фокалне одбране доминантних висина. Карактер терена и неповољни временски услови такође су смањили ефикасност ваздушне и артиљеријске подршке нападајућих трупа.

## Совјетски план
У најважнијем правцу главног удара Кросно - Дукла - Прешов требало је да нападне совјетска 38. армију, појачана 25. тенковским корпусом, 1. гардијским коњичким корпусом и Првим чехословачким армијским корпусом у СССР-у. Десно крило 1. гардијске армије требало је да пружа помоћну офанзивну активност на правцу Санок - Прешов. Оперативни план је даље претпостављао да ће прву зону одбране у подножју Карпата надмашити трупе прве линије 38. армије, а у другој секвенци 25. тенка, 1. гардијска коњица и Први чехословачки армијски корпус како би се обезбедио брз развој операције тако да у року од 4 до 5 дана напада трупе дођу до зоне Стара нубовна - Прешов. 38. армију требало је да подржи део 2. ваздухопловства и 1. гардијски део 8. ваздухопловства.
Брзом пробијању немачких положаја на Карпатима требало је да помогне удар две словачке дивизије Источнословачке војске у позадину немачких трупа и активност партизана, која је требало да ограничи прелазак непријатељских снага на пробој зона. Напад две источнословачке дивизије у позадину немачке одбране био је заказан за 3. дан. Међутим, 38. армија није могла реално да испуни задатке повезане са планирањем операције, припремом трупа и њиховом материјалном сигурношћу у тако кратком року који је обезбеђивала њена команда.
Сам ток борби показао је да је и карактер простора за извођење борбених активности потцењен. Испред совјетских трупа додељених овој операцији протезала се тешко савладива природна препрека - Источни Карпати у ширини од 350 км и дубини од 110 - 130 км прекривена густим шумама и слабом комуникационом мрежом.
Тек у периоду завршетка припрема постало је јасно да неће добити никакву помоћ словачких дивизија које држе пролазе и распоређивање тенкова. Спровођење напада преко Карпата као брзи облик директне војне помоћи Црвене армије Словачком националном устанку била је стога пре свега политичка одлука.

## Ток операције
Дана 7. септембра 1944. године совјетске трупе у делу фронта немачке 96. дивизије у области Санок предузеле су прве велике борбене операције, које су имале за циљ прикупљање информација о размештају немачких трупа.
- Команданти Црвене армије
- Кирил Москаленко, командант 38. армије. која је учествовала у избацивању Немаца из Украјине, Пољске, и Чехословачке
- Командант 1. гардијске армије Андреј Гречко (други здесна) са официрима из штаба армије на линији Арпад у Карпатским планинама, октобар 1944.
- Иван Коњев, је у септембру 1944. као командант 4. украјински фронт, у Словачкој помого словачким партизанима у њиховом устанку против немачке окупације.
- Иван Петров

Ујутро 8. септембра 1944. године, после двочасовне артиљеријске припреме у 8:45 часова, трупе 38. армије кренуле су у напад уз знатну ваздушну подршку. Брзо су савладали прву зону немачке одбране, која се налазила испред 38. армије и на коју су највише утицала тешка артиљеријска дејства, али Кросно нису успели да освоје током операције већ су били присиљени да га заобиђу по лошим путевима. То је пореметило распоред напада реалузацију целокупне операције и наговестило њен укупни тешки ток.
Ујутро 9. септембра, Иван Коњев наредио је размештање друге линије 38. армије: 1. гардијског коњичког корпуса, 1. чехословачког армијског корпуса у СССР-у и 25. тенковског корпуса, који су се преместили на почетне положаје током ноћи. Међутим, њихово даље напредање није било довољно брзо и отпор немачких трупа се појачавао, и почели су да заузимају претходно изграђену одбрамбену линију на дубини од 6 до 12 км. Тада је немачка команда пребацила 2 тенковску и 2 пешадијску дивизију (укупне снаге око 12.500 људи, што значи да су то биле тешко савладиве јединице), које су се повукле из других делова фронта и посебно разместиле против устаника. Овим маневром снага Немци су успели да у овом делу фронта зауставе напредовање совјетских и чехословачких трупа.
Дана 9. септембра водиле су се тешке борбе у близини села Вроцанка, Бобрка и Мацхновка, где су се Немци консолидовали и зауставили даље напредовање чехословачке трупе. До овога је дошло јер је Чехословачка команда погрешно веровала да напредује територијом коју је окупирала Црвена армија, па се састав 1. и 3. бригаде кретао у неборбеној формацији док је био директно у домету ватре немачке артиљерије. Након штоје велики број чехословачких војника погођена артиљеријском и минобацачком ватром, брогада се морала суочити са нападом немачке пешадије. Резултат је био губитак 610 људи и бекство неких мање искусних војника. Дисциплинован отпор пружали су углавном ветерани Првог светског рата док је артиљерије директно гађала. Након немачког напада, 1. бригада је јако ослабљена, а 3. бригада је практично престала да постоји. Командант 1. чехословачког армијског корпуса генерал Маршала Коњева опозвао је Јан Кратовила и на његово место је постављен генерал Лудвик Свобода.  Промена команданата у јединица које су престале да нападају, такође се догодила у совјетским јединицама. Овај дан је за чехословачку војску постао један од најтрагичнијих у читавом Другом светском рату.
Истовремени напад десног крила 1. гардијске армије, такође није омогућио значајан продор у дубину немачке одбрану. На саставу 38. и 1. гардијске армије распоређени су војници 2. чехословачке падобранске бригаде, који су у сарадњи са совјетским тенковским јединицама водили жестоке борбе за села Пулави, Пиелин, Далани и Једрусковце.
После дужих вишедневних борби, совјетске и чехословачке трупе успеле су да побију другу зону немачке одбране и заузму град Дукла. Од 10. септембра 1944. године, 1. чехословачки армијски корпус водио је веома тешке борбе за дукљанску коту 534, доминантно место немачке одбране североисточно од града Дукле .
Немци су 13. септембра покренули два батаљона и у контранападима покушали да поврате врх изгубљен претходног дана. Следећих 7 дана врх је прелазио из руке у руку. Војници су постепено досегли границу својих снага, и имали прилику да се одморе, једу или су били под минималном ватром непријатеља. И сам Лудвик Свобода је касније рекао да су се преживели тако борили да се то сигурно никада неће заборави. Током овог периода, нападајуће совјетске трупе имале су много несталих због чињенице да је много рањених одведено у немачко заробљеништво. Већину њих Немци су накнадно стрељали или убили, јер нису имали капацитет или прилику да се брину о њима.
Од 13. септембра 1. гардијски коњички корпус генерала Баранова почео је да напредује кроз јаз у немачкој одбрани . Његов задатак је био да напредује у правцу Зборова и Бардејова, одакле је требало да даље развија офанзивну активност према Стара нубовна. Међутим, немачка команда распоредила је 75. пешадијску и 1. тенковску дивизију против продорног корпуса, који је успео да затвори пробој и почне да окружује коњицу. Совјетске тенковске јединице више нису могле напредовати даље од Гардијског коњичког корпуса, који је стигао на југоисток Дукљанског превоја, и због тога су добили нову улогу у заузимању пута који повезује превој са Свидником. тако пресеку Немацима пут за повлачење према југу. Међутим, напад није успео због снажне одбране непријатеља, која је и даље ескалирала, као и недостатка муниције. Борбе између опкољеног коњичког корпуса и 357. дивизије настављене су са Немцима скоро 2 недеље. Остаци сломљеног корпуса удружили су снаге са партизанима.
У другој половини септембра 1944. године, 4. гардијска армија је највише напредовала међу нападачким јединицама. Остале снаге 4. украјинског фронта постепено су распоређене у напад, покрећући операцију Источни Карпати чији је циљ ослобађање читавих Источних Карпата.
Дан 18. септембра, по наређењу команданта фронта, једине су почеле да се крећу из позадине према фронту, одакле се спремао напад Словачких устаника. Да би се убрзало споро напредовањер нападачких трупа, 4. гардијско и 31. тенковски корпуса, као и друге мање јединица, а посебно артиљеријске, издвојене су из предњих резерви и ангажоване као помоћ у операцији.
Дана 20. септембра 1944. године, 1. гардијска армија прешла је главни Карпатски гребен, након што је потиснула јединице немачке 96. дивизије и кроз пролаз Лупков ушла на чехоловачку територију. Док су јединице прве линије 3. планинског стрељачког корпуса ослободиле прво словачко село Калинов 21. септембра 1944. године, али у целини нису успеле да значајно напредују ка немачким положајима.
Крајем септембра водиле су се тешке борбе и на подручју 38. армије, када су чехоловачке трупе покушале да се пробију до државне границе. Чехоловачки војни корпус је успео 21. септембра да победи у тешким оружаним сусретима над голом масиву Хирова хора, који се налазио на супротној страни долине као кота 534 и представљао последњу препреку за приступ чхоловачкој граници. Нападачка пешадија прво је заузела суседну падину брда, а затим је организовала кружну одбрану, одбијајући бројне немачке нападе током ноћ. Следећег јутра ови војници су успешно извршили напад и освојили врх брда. У борби су важну улогу имали и тенкови Ричарда Тесарика, који су оштећени у борби. Успех је постигла и пешадијска чета под командом Арношта Штајнера. Међутим, због непоколебљивог отпора немачких трупа, борбе су се наставиле неколико дана северно од Дукљанског пута, у близини насеља Зиндранова и око превоја где се бранила немачка 75. дивизија. У исто време, Немци су јединице 1. тенковске дивизије заменили јединицама 1. скијашке дивизије, које су у наредном периоду имале веће шансе да воде успешну борбу на тешком планинском терену (била је то јединица повучена са Западног фронта).
Да би убрзала улазак на чешко-словачку територију, совјетска команда одлучила је да повуче 1. чехоловачки армијски корпус из борбе на Хирововој гори и пресели га у непосредну близину границе. Следећих дана чехословачки корпус је извршио неколико неуспешних напада како би стигао до границе. Нарочито жестоке борбе одвијале су се на висоравни југоисточно од села Барлинек. Током ових борби 30. септембра бригада је изгубила својих последњих 7 тенкова (али су два касније одвучена и поправљена).
Као резултат неуспеха који су трајали неколико дана, тек 4. октобра 1944. године делови јединица 67. стрељачког корпуса, уз подршку ваздухопловства и артиљерије, успели су да пређу немачку линију јужно од Дукљанског превоја и наставе напредовање по чехоловачкој територији. Након овладавања Дукљанским превојем ослобођен је Вишњи Комарник. Међутим, немачке трупе су заузеле другу одбрамбену зону 6 км јужно од превоја, наслонивши одбрану на висове Јавиера и Обшара.
У даљем току операције команда 38. армије одлучила је дејства пренесе југоисточно од превоја из правца пута Капишова - Свидник. Овде су јединице 67. стрељачког корпуса уз подршку тенкова покушале да се пробију до главног пута који је водио од Дукљанског превоја.
У долини Капишовка потока вођена је најтеже борбе целе операција, која се водила између села Њижна Писана и Капишова у периоду од 21. до 27. октобра 1944 .
Дана 22. октобра у северном делу Нижне Писане вођене су уличне борбе, Немци су изгубили практично цео 357. стрељачки батаљон, који је сотао са само 15 борбено спремних људи Немачка одбрана овде се ослањала на брдовит терен на који се у то време било тешко попети због кише.
Следећих седам дна совјетске и чехословачке трупе напредовале су кроз Долина Капишовке са великим губицима изазваним немачком противтенковском артиљеријом распоређеном на обе стране долине, а 27. октобра совјетске јединице 17. гардијског стрељачког корпуса, у сарадњи са тенковима, преузеле су контролу над Капишовом.
Наредни немачки контранапади, који су значили губитак готово свих оклопних возила са обе стране, значили су престанак непријатељстава. Немачку 357. дивизију заменила је 168. дивизија због великих губитака. Обе стране претрпеле су велике губитке у крвавим борбама вођеним у неповољном јесењем времену, што је карактеристично за читаву операцију. Долина Капишовке убрзо је постала позната као „Долина смрти“. Совјетске трупе нису успеле да значајно напредују у овим биткама и дођу до Свидника.
У то време су немачке трупе успеле да сузбију устаничку војску у централној Словачкој, па је команда 1. украјинског фронта одлучила да заустави Источнокарпатску операцију.
Локалне нападе наредних дана водио је 1. чехоловачки армијски корпус заједно са 67. стрељачким корпусом. Већина осталих совјетских јединица које су учествовале у операцији отишле су у привремену одбрану 28. октобра 1944. године. Борбе су настављене и око Михаловца.
Напредовање кроз планински терен Словачке трајало је до чешко-словачких, румунских и посебно совјетских трупа до априла 1945. године. Ослободилачке борбе завршене су у оквиру операције Источни Карпати.

## Резултат операције
Источнокарпатска операција очигледно није завршила успехом, јер се одвијала у изузетно неповољним условима и са ангажовањем великих људских и материјалних снага СССР-а. Осим тога изостала је помоћ која се очекивала од побуњеничких трупа Источнословачког корпуса, јер су Немачке трупе брзо угушиле партизански устанак и словачка војска је расформирана. Последично је битка трајала 50 дана. Прелаз је заузета 6. октобра, али су жестоке борбе трајале још месец дана.
Од почетка операција је имала мало изгледа за успех, јер је она пре свега била политички гест наклоности Совјетског Савеза према Чехословачкој.
Како је у операцији ангажован велики број трупа, које су Немци могли да распореде против домаћих снага, операција је вероватно била највећа војна помоћ коју су савезници пружили устаницима у Чехословачкој Поред тога, немачка команда користила је 12 од 20 дивизија у зони 38. армије, које су биле концентрисане на 1. украјинском фронту, односно 60% свих немачких снага распоређених у зони 1. украјинског фронта било је везано у борбама у овој операцији.
Борбе су такође спречиле немачку команду да искористи привремену оперативну паузу у правцу Варшава - Берлин за премештање дела својих снага у Румунију или у источну Мађарску, где су напали 2. и 3. украјински фронт, а нису имали ни довољно трупа и у јужном делу због борби у Карпатима.
Офанзивни напори совјетских и чехословачких трупа били су огромни, што се види у њиховом делимичном и спором напредовању кроз непроходан и тешко брањен планински терен. Притом су потискивали непријатеља у дубину Карпата и проузроковали му знатне губитке (према совјетским подацима: око 52.000 мртвих, рањених и несталих), опреме и наоружања (800 комада минобацача, до 185 тенкова и самоходних топова). Међутим, губици Совјетске армије и чехословачког армијског корпуса били су такође тешки, око 19.000 погинулих совјетских војника (ови губици не укључују губитке 4. гардијског и 31. тенковског корпуса) и 1.800 припадника 1. чехоловачког армијског корпуса. Док су укупно нападачке трупе имале око 93.000 рањених.
- Спомен обележја у знак сећања на Иаточнокарпатску операцију
- Споменик биткама на Дукљанском превоју.[6]
- Спомен незнaном јунаку